# Weiden (Eitorf)
Weiden ist ein Ortsteil der Gemeinde Eitorf im Rhein-Sieg-Kreis.

## Lage
Weiden liegt auf der Mertener Höhe im Nutscheid.

## Geschichte
Der Hof wurde um 1780 erbaut.
Von 1816 bis 1934 gehörte der Ort zur Gemeinde Merten.
1830 war Weiden ein Hof mit 14 Bewohnern.
1845 hatte die Höfe 17 katholische Einwohner in drei Häusern.
1885 hatte der Ort zwei Haushalte und 16 Einwohner.
1901 waren hier die Haushaltsvorstände Ackerer Peter Monheim und Maurer Franz Karl Paffrath wohnhaft.
1910 hatte Weiden die Haushalte Ackerin Gertrud Monheim, Ackerer und Gemeindevorsteher Johann Monheim und Ackerer Matthias Monheim verzeichnet.
1925 war hier nur der Bahnarbeiter Gerhard Trost verzeichnet, der den Hof von der Familie Monheim gepachtet hatte.
1945 geriet der Hof durch Beschuss in Brand und wurde großteils zerstört. Er wurde darauf von der Familie Trost verlassen. Um 1954 kaufte die Familie Braun das Gelände vom Schwiegersohn der Familie Monheim, der in Niederscheid wohnte und baute den Hof wieder auf.